# Köves Géza
Köves Géza (Budapest, 1948. október 24. –) magyar színész.

## Életpályája
A Liszt Ferenc Zeneművészeti Főiskolán végzett 1971-ben. Pályáját az Állami Déryné Színháznál kezdte, 1978-tól a Népszínház társulatának tagja volt. 1985-től szabadfoglakozású színművész.

## Színházi szerepeiből
- William Shakespeare: Rómeó és Júlia.... Balthazár
- Friedrich Schiller: Ármány és szerelem.... Von Kalb, főudvarmester
- Wolfgang Amadeus Mozart: Szöktetés a szerájból.... Első janicsár
- Friedrich von Flotow: A richmondi vásár.... Törvényszolga
- Gioachino Rossini: A sevillai borbély.... Jegyző
- Marcel Achard: A bolond lány.... Morestan
- Jevgenyij Lvovics Svarc: Hókirálynő.... Klaus
- Bródy Sándor: A tanítónő.... Tuza tanító
- Bíró Lajos: Sárga liliom.... Dr. Asztalos Kálmán ügyvéd
- Hollós Korvin Lajos: Pázmán lovag.... Magyar Balázs
- Sarkadi Imre: Elveszett paradicsom.... Sofőr
- Páskándi Géza: A királylány bajusza.... Csámpai Csempő
- Tordon Ákos Miklós: Skatulyácska királykisasszony.... Papírsárkány
- Benedek András: Firlefánc, a varázsló.... Firlefánc
- Raffai Sarolta: Egyszál magam.... Iskolaszolga
- Nádasy László: Forog a körhinta.... Sandri
- Sármándi Pál: Peti három kívánsága.... Első lekvár

## Filmek, tv
- Szomszédok (sorozat)

- 160. rész (1993).... A papagáj tulajdonos szomszédja